# Nayland-with-Wissington
Nayland-with-Wissington est une paroisse civile anglaise, située dans le district de Babergh, comté du Suffolk, au Royaume-Uni.